# Michał Chaberek (siatkarz)
Michał Chaberek (ur. 20 marca 1987 w Warszawie) – polski siatkarz grający na pozycji przyjmującego; były reprezentant Polski kadetów. W latach 2009–2011 był zawodnikiem klubu Trefl Gdańsk. Po sezonie 2010/2011 zakończył sportową karierę.

## Kariera klubowa
Swoją karierę siatkarską rozpoczynał w juniorskiej drużynie Stolarki Wołomin. W tym czasie uczył się w Szkole Mistrzostwa Sportowego Polskiego Związku Piłki Siatkowej w Spale. W 2003 roku został wypożyczony do klubu MOS Wola Warszawa. Zajął z nim 3. miejsce w mistrzostwach Polski juniorów młodszych. Następnie na wypożyczeniu grał w Metrze Warszawa (2. miejsce mistrzostw Polski kadetów), MDK Warszawa oraz Czarnych Radom.
W sezonie 2006/2007 był zawodnikiem drużyny BBTS Bielsko-Biała.
W 2007 roku przeszedł do AZS Politechnika Warszawska, gdzie spędził jeden sezon. 9 lutego 2008 roku po meczu z Jadarem Radom po raz pierwszy został wybrany MVP spotkania w Polskiej Lidze Siatkówki.
Przed sezonem 2008/2009 podpisał kontrakt z Jadarem Radom, jednak ze względu na stan zdrowia kontrakt został rozwiązany. Na dzień przed pierwszym meczem sezonu został zawodnikiem klubu AZS Olsztyn. W jego barwach występował w jedenastu meczach PlusLigi, w których zdobył 39 punktów. Otrzymał nagrodę dla najlepszego zawodnika meczu 18. kolejki przeciwko Delekcie Bydgoszcz wygranego przez AZS Olsztyn 3:2.
W 2009 roku przeszedł do I-ligowego zespołu Trefl Gdańsk. W pierwszym sezonie doszedł z nim do finału I ligi, gdzie uległ Fartowi Kielce, w sezonie 2010/2011 awansował natomiast do PlusLigi.
Po zakończeniu sezonu 2010/2011 zakończył karierę sportową.

## Kariera reprezentacyjna
W 2005 roku został powołany przez Zdzisława Gogola do reprezentacji kadetów. Zdobył z nią złoty medal mistrzostw Europy i zajął 7. miejsce w mistrzostwach świata.
W 2008 roku miał grać w kadrze B reprezentacji Polski, jednak musiał zrezygnować ze względu na kontuzję biodra, której nabawił się na treningu.